# Zhaoxiang de Qin
Zhaoxiang de Qin (chinois : 秦昭襄王) (né en 325 av. J.-C. et mort en 251 av. J.-C.) est un roi de Qin durant la Période des Royaumes combattants. Il règne de 306 av. J.-C. à 251 av. J.-C..

## Biographie
Après la mort accidentelle du roi Wu en 306 av. J.-C., son jeune frère, Ying Ze, lui succéda grâce à l'appui du roi Wuling de Zhao. 
Durant son long règne, le général Bai Qi (白起) a vaincu les forces coalisées de Han et de Wei à la bataille de Yique en 293 av. J.-C., et a conquis Yingdu (郢), la capitale du royaume de Chu en 278 av. J.-C..
En 266 av. J.-C., il nomma  Fan Sui premier ministre de l’État de Qin.
En 260 av. J.-C., durant la bataille de Changping (長平之戰) contre le royaume de Zhao, le général Bai Qi (白起) encercla l'armée de Zhao et força sa reddition. La légende dit que Bai Qi laissa en liberté seulement 240 des plus jeunes soldats zhao. Le reste, comprenant plus de 400 000 prisonniers de guerre zhao, fut enterré vivant. Au total, le Zhao perdit plus de 450 000 soldats et le Qin la moitié de son armée. Les quatre années de batailles laissèrent les deux pays exsangues, mais, au contraire du Zhao, le Qin se reconstruisit rapidement.
Avec cette victoire, le Qin avait établi sa supériorité militaire sur les autres États.
En 251 av. J.-C., après un long règne de 55 ans, le roi Zhaoxiang meurt et son fils Xiaowen, lui succéda.

## Culture populaire
Le roi Zhaoxiang de Qin est l'un des personnages secondaires du manga Kingdom de Yasuhisa Hara. Portant le nom du roi Shô, il est surnommé "Dieu de la guerre" du fait de ses nombreuses conquêtes. C'est l'arrière-grand-père de Ei Sei, l'un des deux protagonistes du manga et c'est à lui que l'on doit la mise en place du système des "Six Grands Généraux".